# Левицкий, Дмитрий Павлович
Дми́трий Па́влович Леви́цкий (с укр. — «Дмитро Павлович Левицький»; пол. Dmytro Pawłowycz Łewycki; 30 октября 1877, село Добрячин, Округ Сокаль — 31 октября 1942, Бухара) — украинский политический и общественный деятель, юрист, доктор права, адвокат.

## Биография
Изучал право в Львовском (Лембергском) и Венском университетах, затем занимался юридической практикой в Раве-Русской и Бережанах. В начале Первой мировой войны был мобилизован в австро-венгерскую армию и попал в русский плен.
Был освобождён после Февральской революции и свержения монархии в России, после чего переехал в Киев. В 1917 году стал председателем Комитета по помощи жертвам войны из Галиции и Буковины, находившегося в Киеве. В 1919—1921 годах занимал должность посла Украинской Народной Республики в Копенгагене.
С 1921 года был главным редактором газеты «Діло» во Львове. Был сооснователем Украинского национально-демократического объединения (УНДО), его первым и дольше всего остававшимся в должности президентом (в 1925—1935 годах), а затем вице-президентом.
Был депутатом польского сейма II и III каденций (в 1928—1930 и 1931—1935 годах). На выборах 1928 года получил мандат по партийному списку под № 18 (Блок национальных меньшинств), от которого и избрался, был также избран и в округе № 51 (Львов); на выборах в сейм и сенат в ноябре 1930 года (так называемые «Брест-Литовские выборы») был в списке под № 11 (украинский и белорусский избирательный блок) в избирательном округе № 51, от которого и избрался, был избран также по партийному списку.
В качестве члена украинской делегации был в августе 1928 года направлен на XXV сессию Межпарламентского союза. Был делегатом от УНДО и так называемого Украинского парламентского представительства на Конгрессе национальных меньшинств в Женеве (29-31 августа 1928 года), был избран в президиум Конгресса в качестве вице-президента, занимал эту должность до 1930 года, когда в последний раз участвовал в Конгрессе национальных меньшинств.
30 октября 1930 года был арестован по подозрению в контактах УНДО с УВО — ОУН и попытке создать «Украинское бюро» в Женеве. Был привлечён к суду без предъявления официального обвинения. 15 июля 1931 года был освобождён из заключения под залог в 30 тысяч злотых, начав исполнять свои депутатские обязанности, полученные в результате выборов 1930 года. 12 октября 1935 года как противник тактики Украинского парламентского представительства, отражением которой было так называемое «польско-украинское урегулирование», ушёл с поста президента УНДО. На выборах 1935 года польские власти не позволили ему выставить свою кандидатуру в сейм.
После советского вторжения в Польшу арестован во Львове, 28 сентября 1939 года был арестован НКВД и был отправлен в ГУЛАГ. После соглашения Сикорского — Майского посольство Польши в Советском Союзе вмешалось в его судьбу и ходатайствовало перед советскими властями об его амнистии. Летом 1942 года он был выпущен из лагеря; умер в Бухаре (Узбекская ССР) в доме для престарелых, находившемся в ведении делегации посольства Республики Польша.